# Alan Godlas
Alan A. Godlas (geboren vor 1983 in Kalifornien) ist ein US-amerikanischer Islamwissenschaftler und Professor am Co-Chair für Islamwissenschaft der University of Georgia in den USA. 

## Leben
Godlas erhielt seinen M.A. (1983) und den Ph.D. (1991).
Er ist Herausgeber von Sufi News und Sufism World Report und Redakteur von Sufis Without Borders.
Godlas war einer der 138 Unterzeichner des offenen Briefes Ein gemeinsames Wort zwischen Uns und Euch (engl. A Common Word Between Us & You), den Persönlichkeiten des Islam an „Führer christlicher Kirchen überall“ (engl. „Leaders of Christian Churches, everywhere …“) sandten (13. Oktober 2007).